# Max Salzmann

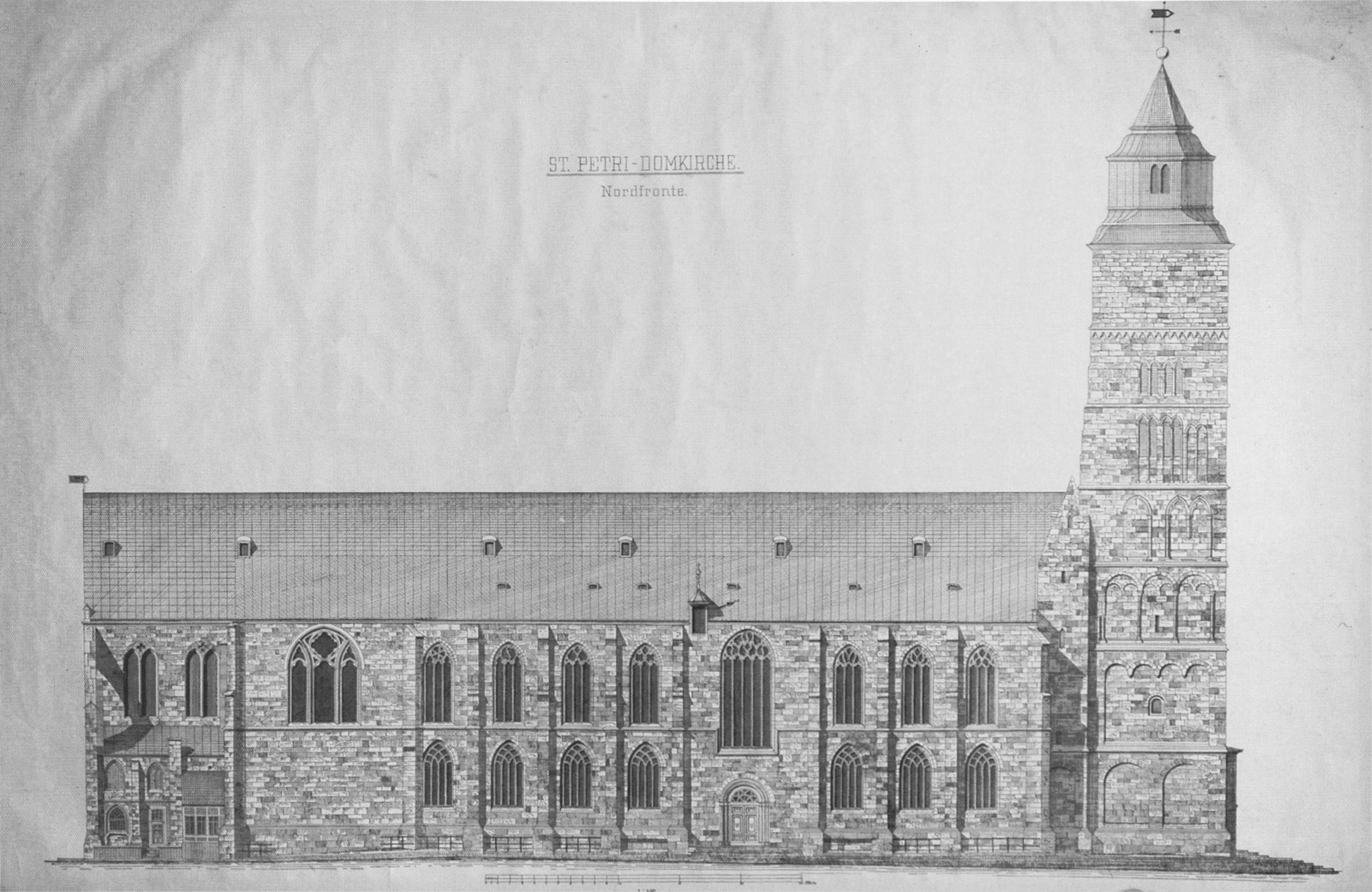
Nordfront des Bremer Doms 1887, Dokumentation für den Architektenwettbewerb zur Renovierung

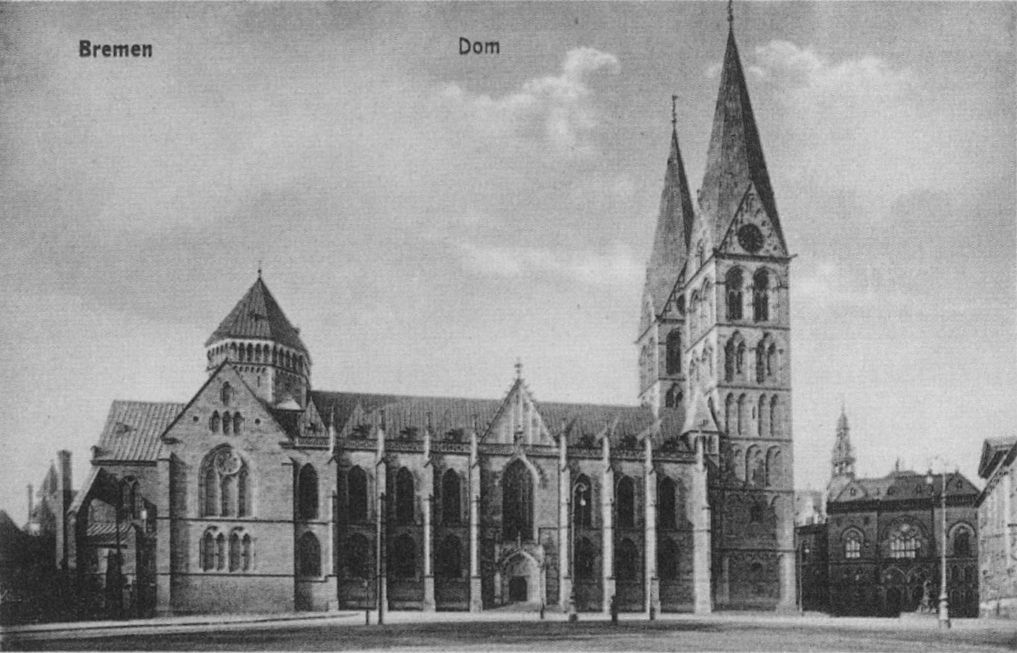
Nordfront des Bremer Doms kurz nach Abschluss der Erneuerung. Der Dom war Salzmanns wichtigstes Werk, aber die Fertigstellung im Jahre 1901 erlebte er nicht mehr.

Max Salzmann (* 20. August 1850 in Breslau; † 6. Februar 1897 in Bremen) war ein deutscher Architekt und Dombaumeister.

## Leben
Der Vater war Rechtsanwalt und Geheimer Justizrat in Breslau. Sohn Max besuchte dort ab 1859 das Maria-Magdalenen-Gymnasium. Nach dem Abitur im Jahre 1869 (zusammen mit Max Kalbeck) nahm er am Krieg gegen Frankreich teil. Danach studierte er an der Berliner Bauakademie, wo er 1874 die Bauführerprüfung ablegte. In den nächsten zwei Jahren war er an verschiedenen Universitätsbauten in Breslau tätig. Im Schinkelwettbewerb 1878 wurde ihm der zweite Preis für repräsentative Architektur zuerkannt.
Nachdem Salzmann auch die Baumeisterprüfung abgelegt hatte, fand er Arbeit beim Neubau des Kriminalgerichts Moabit in Berlin und dann als Hilfskraft im preußischen Ministerium der öffentlichen Arbeiten. 1879/80 erweiterte er seine architektonischen Kenntnisse mit einer achtmonatigen Reise durch Südfrankreich und Italien. Anschließend war er wieder in Breslau und wirkte am Bau verschiedener öffentlicher Gebäude mit. Der Neubau des dortigen König-Wilhelm-Gymnasiums entstand unter seiner Leitung. 1887 nahm er eine Stelle als Hilfskraft bei der Bezirksregierung Marienwerder an. Von hier aus beteiligte er sich an einem Architekturwettbewerb für die Wiederherstellung des Westbaus und der Nordfassade des Bremer Doms. Die Jury, der neben anderen namhaften Architekten auch Friedrich Adler und Reinhold Persius angehörten, erkannte Salzmanns Entwürfen einstimmig den ersten Preis zu.
1889 begann Salzmann mit dem Abriss des bereits stark beschädigten Westbaus. Der Nordturm musste zu größeren Teilen abgebaut werden als zunächst vorgesehen. Der Arbeitsumfang nahm beträchtlich zu, und die ursprünglichen Pläne mussten überarbeitet werden. Doch Salzmann nutzte die Gelegenheit, in der Vergangenheit begangene Stilbrüche und Bausünden mit besonderer Einfühlung in die ursprüngliche Architektur des Gesamtbauwerks zu beheben. Besonderen Wert legte er darauf, für die Wiederherstellung zerstörter oder stark verwitterter Gebäudeteile Material derselben Herkunft zu verwenden, wie die mittelalterlichen Baumeister, also Obernkirchener Sandstein und Portasandstein aus dem Weser- und Wiehengebirge.

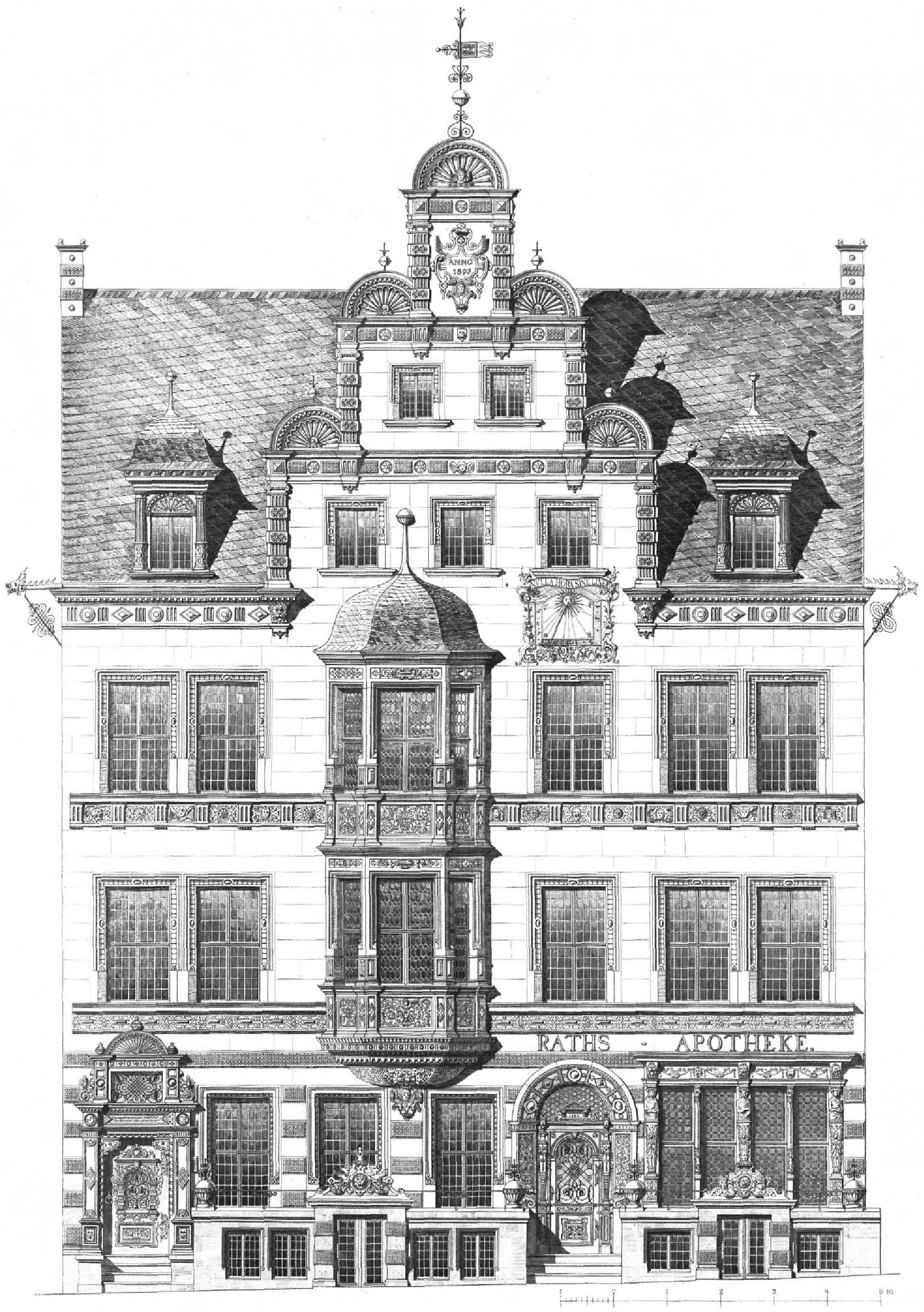
Raths-Apotheke am Bremer Marktplatz 1897, einer seiner Nebenaufträge

Neben der Neugestaltung der Westfassade und des Nordturms ist auch der neue Vierungsturm ein Beitrag Salzmanns zur heutigen Erscheinungsform des Bremer Doms. Salzmann hatte anhand spärlicher Indizien einen solchen großen Vierungsturm für den Bauzustand vor der Einwölbung des Doms angenommen, aber gleichwohl für die laufenden Maßnahmen zunächst einen Entwurf mit einem zierlichen Dachreiter auf der Vierung vorgelegt. Franz Ernst Schütte, ein wohlhabender Bremer Kaufmann, betrieb als Mäzen und Dombauherr die umfassende Renovierung des Doms und erreichte, dass die Freie Hansestadt Bremen den größten Teil der Kosten trug. Er bestand auch auf dem heutigen wuchtigen Vierungsturm. Die umfangreiche Restaurierung des Bremer Doms kann zwar nicht an den heutigen Vorstellungen der Denkmalpfleger gemessen werden, sie entsprach aber im ausgehenden 19. Jahrhundert der allgemeinen Vorgehensweise. Von Salzmann stammt auch die historistische Umgestaltung der Fassade des Schütting (heute Handelskammer), der Ratsapotheke sowie das Westportal der Kirche Unser Lieben Frauen. Die Vollendung der gesamten Arbeiten am Bremer Dom im Jahre 1901 konnte der Dombaumeister nicht mehr erleben. Er starb vier Jahre vorher, erst 47 Jahre alt.

## Erinnerungen

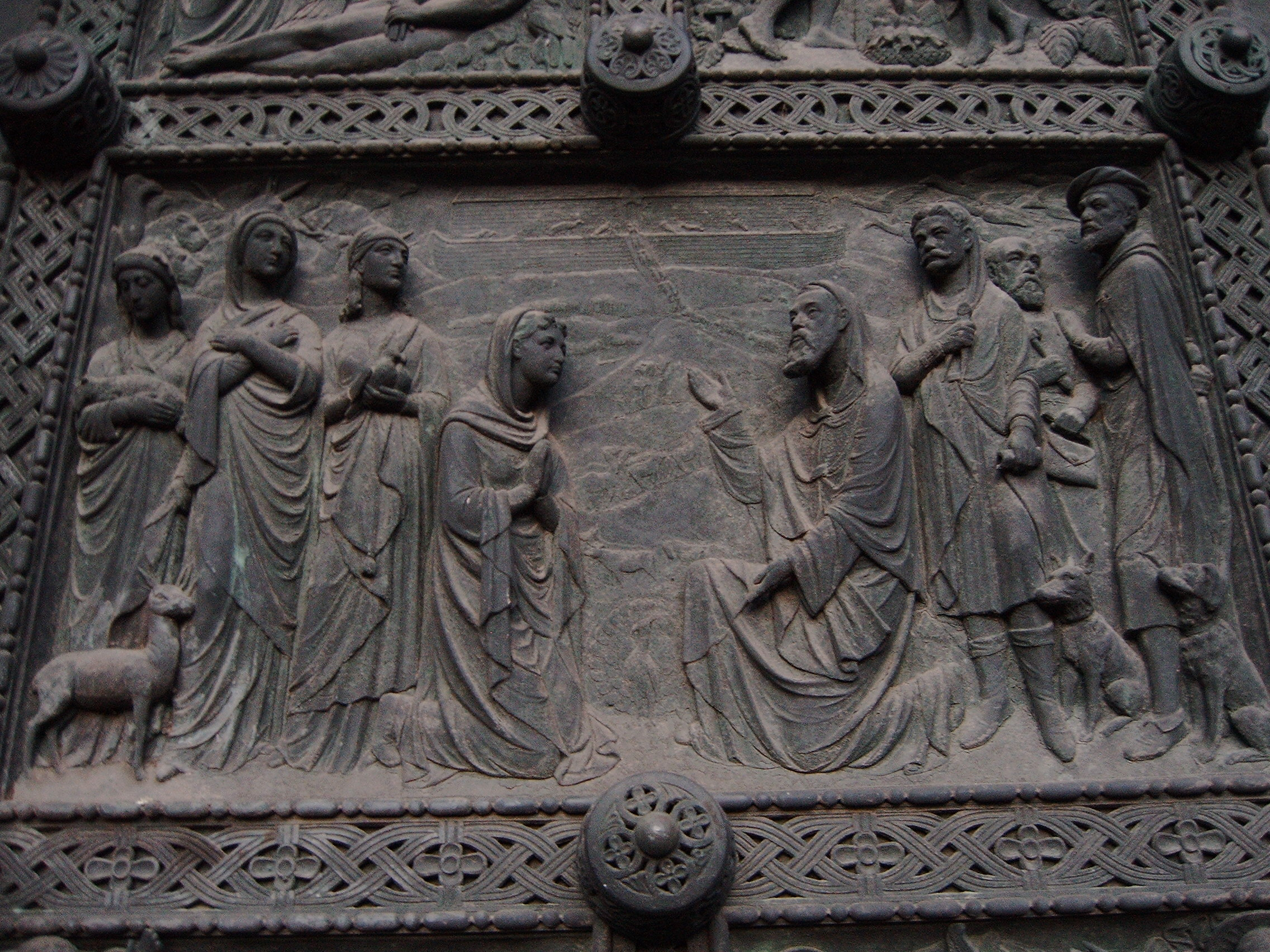
Arche Noah von Peter Fuchs. Dritte Person von rechts: Max Salzmann. Rechts daneben Franz Schütte.

Am Bremer Dom ist er gleich zweimal zusammen mit Franz Schütte verewigt worden, obwohl beide es ausdrücklich nicht wollten:
- In der Tür des Nordturmes gibt es das Relief Arche Noah des Künstlers Peter Fuchs. Die dritte Person von rechts, die einen Zirkel in der Hand hält, ist Max Salzmann. Rechts neben ihm, mit Geldbörse und Hammer in den Händen, ist Frannz Schütte zu sehen. Ganz rechts steht der Künstler selbst.
- An der Nordseite des Südturmes, befindet sich in der Höhe der obersten Fenster eine Büste von Max Salzmann. Ihm gegenüber, auf der Südseite des Nordturmes, ist eine Büste von Franz Schütte zu sehen.

## Werke
- 1896: Wiederherstellung St. Petri-Dom Bremen[2]
- 1897: Neue Raths-Apotheke (Bremen), Marktplatz[3]
- 1898: Umbau Wohnhaus Contrescarpe 39 (abgerissen)[4]
- 1900: Vierungspfeiler Bremer Dom (mit Ernst Ehrhardt)[5]